# Eleições estaduais em Minas Gerais em 1990
As eleições estaduais em Minas Gerais em 1990 ocorreram em 3 de outubro como parte das eleições gerais no Distrito Federal e em 26 estados. Foram eleitos o governador Hélio Garcia, o vice-governador Arlindo Porto, a senadora Júnia Marise, 53 deputados federais e 77 estaduais. Como nenhum candidato a governador atingiu metade mais um dos votos válidos, houve um segundo turno em 25 de novembro e conforme a Constituição, o governador tomaria posse em 15 de março de 1991 para um mandato de quatro anos sem direito a reeleição.
Agropecuarista nascido em Santo Antônio do Amparo, o advogado Hélio Garcia diplomou-se na Universidade Federal de Minas Gerais em 1957 e dividiu-se entre seu ofício jurídico e o cargo de secretário-geral da Federação da Agricultura do Estado de Minas Gerais. Eleito deputado estadual pela UDN em 1962, foi líder do governo Magalhães Pinto e a seguir foi escolhido seu secretário de Justiça. Imposto o bipartidarismo, elegeu-se deputado federal pela ARENA em 1966, mas ao fim do mandato afastou-se da vida pública até que em 1975 o governador Aureliano Chaves o escolheu presidente da Caixa Econômica em Minas Gerais, cargo que antecedeu sua eleição para deputado federal em 1978. Durante a legislatura, achegou-se a Tancredo Neves e ingressou no Partido Popular, agremiação a qual foi presidiu em Minas Gerais e acabaria incorporada ao PMDB no fim de 1981 num lance confirmado pelo Tribunal Superior Eleitoral meses depois. Eleito vice-governador na chapa de Tancredo Neves em 1982, foi nomeado prefeito de Belo Horizonte pelo governador no ano seguinte e exonerado para assumir o Palácio da Liberdade quando Tancredo Neves renunciou a fim de disputar a presidência da República. Após deixar o governo mineiro, voltou as suas atenções à agropecuária. Gradativamente afastado do PMDB, disputou um novo mandato à frente do executivo estadual sob o inexpressivo Partido das Reformas Sociais, criado para abrigar sua candidatura. O resultado do segundo turno mostrou uma disputa equilibrada entre Hélio Garcia e Hélio Costa sendo que o primeiro foi derrotado no interior do estado por menos de oito mil votos, mas graças à votação obtida em Belo Horizonte foi eleito governador pela segunda vez em 1990.
Nascido em Patos de Minas, o empresário Arlindo Porto é formado em Contabilidade e Administração de Empresas na Universidade Federal de Uberlândia. Presidente do Lions Club de sua cidade natal, elegeu-se prefeito de Patos de Minas via PMDB em 1982 e conquistou o mandato de vice-governador de Minas Gerais pelo PTB em 1990.
Jornalista nascida em Belo Horizonte, Júnia Marise iniciou a carreira no Correio de Minas em 1962 e trabalhou ainda no Diário de Minas, Rádio Itatiaia e na atual TV Bandeirantes Minas. Chefiou a  assessoria de imprensa do governo Magalhães Pinto até 1967 quando formou-se advogada  pela Universidade Federal de Uberlândia. Formada em Cinema na Pontifícia Universidade Católica de Minas Gerais, concluiu o curso de Literatura Brasileira na Academia Mineira de Letras e o curso intensivo de Ciência Política na Universidade de Brasília. Parente do General Dale Coutinho e de Renato Azeredo, ingressou no MDB e foi eleita vereadora em Belo Horizonte em 1970 e 1972, deputada estadual em 1974 e deputada federal em 1978. Outrora militante do PP, reelegeu-se pelo PMDB em 1982. Durante a legislatura votou a favor da Emenda Dante de Oliveira em 1984 e em Tancredo Neves no Colégio Eleitoral em 1985. Eleita vice-governadora de Minas Gerais na chapa de Newton Cardoso em 1986, apoiou a candidatura vitoriosa de Fernando Collor à presidência da República em 1989 e elegeu-se senadora pelo PRN em 1990.

## Resultado da eleição para governador

### Primeiro turno
Conforme o Tribunal Superior Eleitoral foram apurados 5.482.840 votos nominais (67,20%), 1.508.189 votos em branco (18,49%) e 1.167.773 votos nulos (14,31%), resultando no comparecimento de 8.158.802 eleitores.
| Candidatos a governador do estado | Candidatos a vice-governador | Número | Coligação                                                | Votação   | Percentual |
| --------------------------------- | ---------------------------- | ------ | -------------------------------------------------------- | --------- | ---------- |
| Hélio Garcia PRS                  | Arlindo Porto PTB            | 71     | Movimento Unidade Mineira (PRS, PTB, PL)                 | 2.192.016 | 39,98%     |
| Hélio Costa PRN                   | José Aparecido PRN           | 36     | Movimento de Reconstrução de Minas (PRN, PSC)            | 962.499   | 17,55%     |
| Pimenta da Veiga PSDB             | Dorothea Werneck PSDB        | 45     | Todos por Minas (PSDB, PDT)                              | 858.881   | 15,67%     |
| Virgílio Guimarães PT             | Roberto Assis Ferreira PCdoB | 13     | Frente Minas Popular (PT, PCdoB, PSB, PCB)               | 630.044   | 11,49%     |
| Ronan Tito PMDB                   | Luís Gambogi PMDB            | 15     | Participação, Renovação e Trabalho (PMDB, PDS, PDC, PTR) | 476.970   | 8,70%      |
| Oscar Correia Júnior PFL          | Jésus Trindade PFL           | 25     | Renova Minas (PFL, PSL, PTdoB, PAS)                      | 362.430   | 6,61%      |

### Segundo turno
Conforme o Tribunal Superior Eleitoral foram apurados 6.170.455 votos nominais (79,48%), 169.176 votos em branco (2,18%) e 1.424.006 votos nulos (18,34%), resultando no comparecimento de 7.763.637 eleitores.
| Candidatos a governador do estado | Candidatos a vice-governador | Número | Coligação                                     | Votação   | Percentual |
| --------------------------------- | ---------------------------- | ------ | --------------------------------------------- | --------- | ---------- |
| Hélio Garcia PRS                  | Arlindo Porto PTB            | 71     | Movimento Unidade Mineira (PRS, PTB, PL)      | 3.164.094 | 51,28%     |
| Hélio Costa PRN                   | José Aparecido PRN           | 36     | Movimento de Reconstrução de Minas (PRN, PSC) | 3.006.361 | 48,72%     |

## Resultado da eleição para senador
Conforme o Tribunal Superior Eleitoral foram apurados 4.186.403 votos nominais (51,31%), 2.883.743 votos em branco (35,35%) e 1.088.656 votos nulos (13,34%), resultando no comparecimento de 7.763.405 eleitores.
| Candidatos a senador da República  | Candidatos a suplente de senador                             | Número | Coligação                                                | Votação   | Percentual |
| ---------------------------------- | ------------------------------------------------------------ | ------ | -------------------------------------------------------- | --------- | ---------- |
| Júnia Marise PRN                   | Roberto Faria de Medeiros PRN Afrânio Augusto Figueiredo PRN | 361    | Movimento de Reconstrução de Minas (PRN, PSC)            | 1.258.977 | 30,07%     |
| Patrus Ananias PT                  | Fernando Pimentel PT                                         | 131    | Frente Minas Popular (PT, PCdoB, PSB, PCB)               | 934.964   | 22,33%     |
| Alysson Paulinelli PFL             | Flávio Ragagnin PFL                                          | 251    | Renova Minas (PFL, PSL, PST, PTdoB, PAS)                 | 930.350   | 22,22%     |
| Melo Freire PMDB                   | Dolores Tomaselli PMDB                                       | 151    | Participação, Renovação e Trabalho (PMDB, PDS, PDC, PTR) | 393.023   | 9,39%      |
| Hugo Gontijo PTdoB                 | Josefa Dias PTdoB                                            | 701    | PTdoB (sem coligação)                                    | 297.430   | 7,11%      |
| Carlos Mosconi PSDB                | Walter Jobim PSDB                                            | 451    | Todos por Minas (PSDB, PDT)                              | 252.399   | 6,03%      |
| Geraldo Diniz Couto PTB            | Fernanda Oliveira PTB                                        | 141    | Movimento Unidade Mineira (PRS, PTB, PL)                 | 64.564    | 1,54%      |
| Guido Luiz Mendonça Bilharinho PST | Ednei Silva PST                                              | 521    | PST (sem coligação)                                      | 54.696    | 1,31%      |

## Deputados federais eleitos
São relacionados os candidatos eleitos com informações complementares da Câmara dos Deputados.

Representação eleita
  PMDB: 14
  PRN: 6
  PSDB: 6
  PT: 6
  PFL: 6
  PRS: 4
  PL: 4
  PTB: 3
  PDS: 2
  PDC: 1
  PSB: 1

| Número | Deputados federais eleitos  | Partido | Votação | Percentual | Cidade onde nasceu    | Unidade federativa |
| 1516   | Sérgio Naya                 | PMDB    | 71.787  |            | Laranjal              | Minas Gerais       |
| 1531   | Tarcísio Delgado            | PMDB    | 68.244  |            | Juiz de Fora          | Minas Gerais       |
| 1564   | José Belato                 | PMDB    | 61.419  |            | Monsenhor Paulo       | Minas Gerais       |
| 2570   | Humberto Souto              | PFL     | 58.382  |            | Montes Claros         | Minas Gerais       |
| 1313   | Paulo Delgado               | PT      | 55.312  |            | Lima Duarte           | Minas Gerais       |
| 1510   | Zaire Rezende               | PMDB    | 52.016  |            | Uberlândia            | Minas Gerais       |
| 3697   | Romel Anísio                | PRN     | 49.022  |            | Ituiutaba             | Minas Gerais       |
| 1550   | Luiz Tadeu Leite            | PMDB    | 47.159  |            | Montes Claros         | Minas Gerais       |
| 2505   | Lael Varella                | PFL     | 46.264  |            | Muriaé                | Minas Gerais       |
| 1411   | Wilson Cunha                | PTB     | 45.989  |            | Porteirinha           | Minas Gerais       |
| 2244   | José Geraldo Ribeiro        | PL      | 44.982  |            | Jequeri               | Minas Gerais       |
| 2228   | Irani Barbosa               | PL      | 44.305  |            | Belo Horizonte        | Minas Gerais       |
| 4555   | Aécio Neves                 | PSDB    | 42.412  |            | Belo Horizonte        | Minas Gerais       |
| 3689   | Odelmo Leão                 | PRN     | 41.033  |            | Uberaba               | Minas Gerais       |
| 3634   | Getúlio Neiva               | PRN     | 40.559  |            | Medina                | Minas Gerais       |
| 1597   | Marcos Lima                 | PMDB    | 39.929  |            | Itaúna                | Minas Gerais       |
| 1394   | João Paulo                  | PT      | 39.580  |            | Belo Horizonte        | Minas Gerais       |
| 2255   | Maurício Campos             | PL      | 39.153  |            | Rio Pomba             | Minas Gerais       |
| 2524   | Mário Assad                 | PFL     | 37.889  |            | Manhuaçu              | Minas Gerais       |
| 1544   | Leopoldo Bessone            | PMDB    | 37.346  |            | Belo Horizonte        | Minas Gerais       |
| 2511   | José Santana de Vasconcelos | PFL     | 36.694  |            | Alvinópolis           | Minas Gerais       |
| 4570   | Osmânio Pereira             | PSDB    | 35.724  |            | Pedra Azul            | Minas Gerais       |
| 1520   | Neif Jabur                  | PMDB    | 35.563  |            | Passos                | Minas Gerais       |
| 7111   | Israel Pinheiro Filho       | PRS     | 35.393  |            | Belo Horizonte        | Minas Gerais       |
| 1433   | Paulo Heslander             | PTB     | 35.151  |            | Barão de Cocais       | Minas Gerais       |
| 7110   | José Aldo dos Santos        | PRS     | 35.101  |            | São Tiago             | Minas Gerais       |
| 4544   | Paulino Cícero              | PSDB    | 34.870  |            | São Domingos do Prata | Minas Gerais       |
| 1530   | Fernando Diniz              | PMDB    | 33.325  |            | Belo Horizonte        | Minas Gerais       |
| 1585   | Armando Costa               | PMDB    | 32.887  |            | Felixlândia           | Minas Gerais       |
| 1525   | Aloisio Vasconcelos         | PMDB    | 32.579  |            | Ponte Nova            | Minas Gerais       |
| 1717   | Samir Tannus                | PDC     | 32.533  |            | Prata                 | Minas Gerais       |
| 1333   | Sandra Starling             | PT      | 32.248  |            | Belo Horizonte        | Minas Gerais       |
| 3619   | Edmar Moreira               | PRN     | 32.010  |            | São João Nepomuceno   | Minas Gerais       |
| 1434   | Wagner do Nascimento        | PTB     | 31.724  |            | Uberaba               | Minas Gerais       |
| 3669   | Mário de Oliveira           | PRN     | 31.467  |            | Itanhandu             | Minas Gerais       |
| 1587   | Felipe Neri                 | PMDB    | 31.105  |            | Ponte Nova            | Minas Gerais       |
| 2540   | Aracely de Paula            | PFL     | 30.812  |            | Ibiá                  | Minas Gerais       |
| 1515   | Genésio Bernardino          | PMDB    | 30.280  |            | Mutum                 | Minas Gerais       |
| 1116   | Ibrahim Abi-Ackel           | PDS     | 30.110  |            | Manhumirim            | Minas Gerais       |
| 3696   | Raul Belém                  | PRN     | 23.406  |            | Araguari              | Minas Gerais       |
| 1166   | Bonifácio de Andrada        | PDS     | 28.396  |            | Barbacena             | Minas Gerais       |
| 1540   | João Batista Rosa           | PMDB    | 28.714  |            | Estiva                | Minas Gerais       |
| 1331   | Nilmário Miranda            | PT      | 27.434  |            | Belo Horizonte        | Minas Gerais       |
| 2583   | Christovam Chiaradia        | PFL     | 26.164  |            | Córrego do Bom Jesus  | Minas Gerais       |
| 7101   | Roberto Brant               | PRS     | 24.647  |            | Belo Horizonte        | Minas Gerais       |
| 1304   | Tilden Santiago             | PT      | 23.581  |            | Nova Era              | Minas Gerais       |
| 2211   | Avelino Costa               | PL      | 23.402  |            | Vila Nova de Cerveira | Portugal           |
| 4544   | Vittorio Medioli            | PSDB    | 22.882  |            | Parma                 | Itália             |
| 7106   | José Rezende                | PRS     | 22.772  |            | Araponga              | Minas Gerais       |
| 4510   | Elias Murad                 | PSDB    | 21.519  |            | Ribeirão Vermelho     | Minas Gerais       |
| 4533   | Saulo Coelho                | PSDB    | 20.339  |            | Belo Horizonte        | Minas Gerais       |
| 4040   | Célio de Castro             | PSB     | 18.962  |            | Carmópolis de Minas   | Minas Gerais       |
| 1311   | Agostinho Valente           | PT      | 12.145  |            | Carangola             | Minas Gerais       |

## Deputados estaduais eleitos
Foram escolhidos 77 deputados estaduais para a Assembleia Legislativa de Minas Gerais.

Representação eleita
  PMDB: 20
  PT: 10
  PRN: 8
  PFL: 7
  PSDB: 7
  PRS: 6
  PL: 5
  PTB: 4
  PDS: 3
  PDT: 3
  PMN: 2
  PDC: 1
  PTR: 1

| Número | Deputados estaduais eleitos | Partido | Votação | Percentual | Cidade onde nasceu       | Unidade federativa |
| 15196  | José Laviola                | PMDB    | 50.279  |            | Muriaé                   | Minas Gerais       |
| 71110  | Romeu Queiroz               | PRS     | 47.388  |            | Patrocínio               | Minas Gerais       |
| 15118  | Marcelo Cecé                | PMDB    | 45.478  |            |                          |                    |
| 15101  | Sebastião Helvécio          | PMDB    | 36.300  |            | Juiz de Fora             | Minas Gerais       |
| 15126  | Geraldo Santana             | PMDB    | 35.263  |            | Salinas                  | Minas Gerais       |
| 15201  | Maria Elvira                | PMDB    | 29.094  |            | Belo Horizonte           | Minas Gerais       |
| 36293  | Paulo Fernando              | PRN     | 29.081  |            | Tumiritinga              | Minas Gerais       |
| 15244  | Kemil Kumaira               | PMDB    | 29.026  |            | Teófilo Otoni            | Minas Gerais       |
| 15102  | Elmo Braz                   | PMDB    | 27.090  |            |                          |                    |
| 22254  | Gualter Monteiro            | PL      | 25.642  |            |                          |                    |
| 15150  | Rêmolo Aloise               | PMDB    | 24.132  |            | São Sebastião do Paraíso | Minas Gerais       |
| 15193  | Anderson Adauto             | PMDB    | 23.956  |            | Sacramento               | Minas Gerais       |
| 45240  | José Militão                | PSDB    | 23.917  |            | Ibiraci                  | Minas Gerais       |
| 15214  | Paulo Pettersen             | PMDB    | 23.386  |            | Carangola                | Minas Gerais       |
| 15159  | Paulo Carvalho              | PMDB    | 23.149  |            |                          |                    |
| 36277  | Antônio Genaro              | PRN     | 23.029  |            | Guaimbê                  | São Paulo          |
| 25175  | Jaime Martins               | PFL     | 22.902  |            | Nova Serrana             | Minas Gerais       |
| 11161  | Raimundo Albergaria         | PDS     | 22.664  |            |                          |                    |
| 25230  | Cleuber Carneiro            | PFL     | 22.495  |            | Paratinga                | Bahia              |
| 71111  | José Ferraz                 | PRS     | 22.390  |            | Santa Maria do Salto     | Minas Gerais       |
| 15296  | Antônio Júlio               | PMDB    | 22.250  |            | Pará de Minas            | Minas Gerais       |
| 15200  | Cóssimo Freitas             | PMDB    | 21.701  |            |                          |                    |
| 15161  | Bonifácio Mourão            | PMDB    | 21.575  |            | Sabinópolis              | Minas Gerais       |
| 11169  | José Bonifácio Filho        | PDS     | 20.746  |            | Belo Horizonte           | Minas Gerais       |
| 17114  | Ailton Vilela               | PDC     | 20.639  |            | São Bento Abade          | Minas Gerais       |
| 33123  | Wellington de Castro        | PMN     | 20.617  |            | Belo Horizonte           | Minas Gerais       |
| 14190  | Dilzon Melo                 | PTB     | 20.504  |            | Capitólio                | Minas Gerais       |
| 15151  | José Renato Novaes          | PMDB    | 19.980  |            | Acaiaca                  | Minas Gerais       |
| 15160  | Geraldo Rezende             | PMDB    | 19.654  |            | Tupaciguara              | Minas Gerais       |
| 71150  | Ambrósio Pinto              | PRS     | 19.483  |            | Piranguçu                | Minas Gerais       |
| 15110  | Tarcísio Henriques          | PMDB    | 18.504  |            |                          |                    |
| 45136  | Custódio Mattos             | PSDB    | 18.166  |            | Bicas                    | Minas Gerais       |
| 25171  | Agostinho Patrus            | PFL     | 18.076  |            | Belo Horizonte           | Minas Gerais       |
| 36251  | Hely Tarquínio              | PRN     | 17.942  |            | Uberaba                  | Minas Gerais       |
| 36198  | Ajalmar Silva               | PRN     | 17.583  |            |                          |                    |
| 45157  | Péricles Ferreira           | PSDB    | 17.315  |            | Salinas                  | Minas Gerais       |
| 25288  | Jorge Hannas                | PFL     | 17.202  |            | Resende Costa            | Minas Gerais       |
| 25111  | Sebastião Costa             | PFL     | 17.021  |            | Divino                   | Minas Gerais       |
| 28200  | Amilcar Padovani            | PTR     | 16.557  |            | Juiz de Fora             | Minas Gerais       |
| 71230  | Célio de Oliveira           | PRS     | 16.549  |            |                          |                    |
| 22221  | Ermano Batista              | PL      | 16.534  |            | Aimorés                  | Minas Gerais       |
| 11227  | Roberto Luiz Soares         | PDS     | 16.439  |            | Visconde do Rio Branco   | Minas Gerais       |
| 15229  | Mauri Torres                | PMDB    | 16.280  |            | Guararema                | São Paulo          |
| 15170  | João Marques                | PMDB    | 15.963  |            |                          |                    |
| 45198  | Eduardo Brás                | PSDB    | 15.923  |            | Formiga                  | Minas Gerais       |
| 15168  | Bernardo Rubinger           | PMDB    | 15.876  |            | Patos de Minas           | Minas Gerais       |
| 36237  | Márcio Miranda              | PRN     | 15.698  |            |                          |                    |
| 45266  | Wanderley Ávila             | PSDB    | 15.255  |            | Joaquim Felício          | Minas Gerais       |
| 14144  | Simão Pedro Toledo          | PTB     | 14.976  |            | Pouso Alegre             | Minas Gerais       |
| 45153  | Francisco Ramalho           | PSDB    | 14.779  |            |                          |                    |
| 22226  | José Leandro                | PL      | 14.610  |            |                          |                    |
| 14110  | Roberto Amaral              | PTB     | 14.353  |            |                          |                    |
| 71240  | Elisa Alves                 | PRS     | 13.987  |            | Araxá                    | Minas Gerais       |
| 25285  | Elmiro Nascimento           | PFL     | 13.639  |            | Patos de Minas           | Minas Gerais       |
| 13220  | Adelmo Leão                 | PT      | 13.320  |            | Itapagipe                | Minas Gerais       |
| 25207  | Milton Sales                | PFL     | 13.300  |            | Paraisópolis             | Minas Gerais       |
| 14228  | Bené Guedes                 | PTB     | 13.129  |            | Itajubá                  | Minas Gerais       |
| 71210  | Álvaro Antônio              | PRS     | 13.095  |            | Belo Horizonte           | Minas Gerais       |
| 45133  | Arnaldo Canarinho           | PSDB    | 12.980  |            |                          |                    |
| 13150  | Reinaldo de Lima            | PT      | 12.945  |            | Ponte Nova               | Minas Gerais       |
| 36154  | Homero Duarte               | PRN     | 12.828  |            |                          |                    |
| 12147  | Ibrahim Jacob               | PDT     | 12.619  |            | Ubá                      | Minas Gerais       |
| 22244  | Ronaldo Vasconcelos         | PL      | 12.257  |            | Ponte Nova               | Minas Gerais       |
| 22225  | Mauro Lobo                  | PL      | 12.039  |            |                          |                    |
| 36156  | Wilson Pires                | PRN     | 11.869  |            |                          |                    |
| 13210  | Raul Messias                | PT      | 11.866  |            | Belo Horizonte           | Minas Gerais       |
| 12122  | João Batista Rodrigues      | PDT     | 11.645  |            |                          |                    |
| 33236  | Glycon Terra Pinto          | PMN     | 11.004  |            | Belo Horizonte           | Minas Gerais       |
| 36175  | José Maria Pinto            | PRN     | 10.936  |            | Oliveira                 | Minas Gerais       |
| 12290  | José Braga                  | PDT     | 9.659   |            | Ubaí                     | Minas Gerais       |
| 13297  | Gilmar Machado              | PT      | 9.090   |            | Cascalho Rico            | Minas Gerais       |
| 13236  | Marcos Helênio              | PT      | 8.658   |            | Belo Horizonte           | Minas Gerais       |
| 13113  | Antônio Carlos Pereira      | PT      | 8.466   |            | Salvador                 | Bahia              |
| 13289  | Roberto Carvalho            | PT      | 8.181   |            | Ubá                      | Minas Gerais       |
| 13115  | Antônio Fuzatto             | PT      | 8.151   |            |                          |                    |
| 13106  | Ivo José                    | PT      | 8.069   |            |                          |                    |
| 13222  | Maria José Haueisen         | PT      | 7.690   |            | Teófilo Otoni            | Minas Gerais       |